# Oshawa Generals
Oshawa Generals – juniorska drużyna hokejowa grająca w OHL w dywizji wschodniej konferencji wschodniej. Drużyna ma swoją siedzibę w mieście Oshawa w Kanadzie.
- Rok założenia: 1937–1938
- Barwy: czerwono-biało-niebieskie
- Trener: Brad Selwood
- Manager: Brad Selwood
- Hala: General Motors Centre

## Osiągnięcia
- J. Ross Robertson Cup: 1938, 1939, 1940, 1941, 1942, 1943, 1944, 1966, 1983, 1987, 1990, 1997, 2015
- Memorial Cup: 1939, 1940, 1944, 1990, 2015
- Hamilton Spectator Trophy: 1987, 1990, 1991
- Leyden Trophy: 1987, 1990, 1991, 2014, 2015
- Bobby Orr Trophy: 2015